# گرباوچه
گرباوچه (به صربی: Grbavče) یک منطقهٔ مسکونی در صربستان است که در سورییگ واقع شده‌است. گرباوچه ۵۶۷ نفر جمعیت دارد.